# Бараново (Сафоновский район)
Бара́ново — деревня в Смоленской области России, в Сафоновском районе. Расположена в центральной части области в 300 м от городской черты Сафонова, и в 500 м севернее железнодорожной линии Москва-Минск, с обеих сторон автодороги Р137 Сафоново — Рославль, на высоком берегу реки Вопец. Административный центр Барановского сельского поселения.

## Экономика
В деревне есть медпункт, школа, дом культуры, почтовое отделение.